# Índice compuesto de capacidad nacional
El Índice compuesto de capacidad nacional (CINC por sus siglas en inglés) o Índice compuesto de poder nacional es una medida estadística del poder nacional creado por J. David Singer en 1963 en el ámbito del proyecto Correlates of War. 
El CINC se calcula utilizando un promedio de porcentajes sobre el nivel mundial de seis componentes diferentes. Los componentes representan el poderío demográfico, económico, y militar. Estudios recientes tienden a utilizar el índice CINC, que “considera medidas que son más relevantes en la percepción del verdadero poderío militar de un país” más allá del GDP. Todavía es considerado uno de los “métodos más conocidos y aceptados para medir los poderíos nacionales.” El CINC solo mide el "poder duro" y por lo tanto puede no ser una medida del poder total de una nación.

## Metodología
El CINC se calcula como el promedio de seis porcentajes adimensionales de relaciones específicas relevantes de cada país con respecto al total mundial. Cada relación obedece a la fórmula RELACIÓN= País/ Mundial.
El CINC se calcula según la siguiente fórmula:
CINC = {\displaystyle {\frac {TPR+UPR+ISPR+ECR+MER+MPR}{6}}}
Donde
TPR = relación de la población del país
UPR = relación de población urbana del país
ISPR = relación de producción de hierro y acero del país
ECR = relación del consumo primario de energía
MER = relación del gasto militar
MPR = relación del número de tropas del país

## Lista de países según su CINC
La siguiente es una lista de países según su CINC, los datos corresponden al año 2007
| Número | País                            | CINC    |
| ------ | ------------------------------- | ------- |
| 1      | China                           | .198578 |
| 2      | Estados Unidos                  | .142149 |
| 3      | India                           | .073444 |
| 4      | Japón                           | .042675 |
| 5      | Rusia                           | .039274 |
| 6      | Brasil                          | .024597 |
| 7      | Alemania                        | .024082 |
| 8      | Corea del Sur                   | .023878 |
| 9      | Reino Unido                     | .021158 |
| 10     | Francia                         | .018924 |
| 11     | Italia                          | .017420 |
| 12     | Turquía                         | .014317 |
| 13     | Pakistán                        | .013772 |
| 14     | Indonesia                       | .013708 |
| 15     | Irán                            | .013450 |
| 16     | Corea del Norte                 | .012925 |
| 17     | México                          | .012269 |
| 18     | Ucrania                         | .011835 |
| 19     | España                          | .011389 |
| 20     | Arabia Saudita                  | .010883 |
| 21     | Canadá                          | .010683 |
| 22     | Egipto                          | .009713 |
| 23     | Bangladés                       | .008060 |
| 24     | China Taipéi                    | .008010 |
| 25     | Tailandia                       | .007973 |
| 26     | Nigeria                         | .007792 |
| 27     | Vietnam                         | .007612 |
| 28     | Australia                       | .007113 |
| 29     | Polonia                         | .006939 |
| 30     | Birmania                        | .006395 |
| 31     | Sudáfrica                       | .006316 |
| 32     | Colombia                        | .006174 |
| 33     | Filipinas                       | .005722 |
| 34     | Países Bajos                    | .005646 |
| 35     | Argelia                         | .005290 |
| 36     | Irak                            | .005222 |
| 37     | Argentina                       | .004721 |
| 38     | Venezuela                       | .004559 |
| 39     | Marruecos                       | .004471 |
| 40     | Siria                           | .004454 |
| 41     | Malasia                         | .004403 |
| 42     | República Democrática del Congo | .004175 |
| 43     | Bélgica                         | .003895 |
| 44     | Etiopía                         | .003858 |
| 45     | Grecia                          | .003813 |
| 46     | Israel                          | .003638 |
| 47     | Kazajistán                      | .003233 |
| 48     | Singapur                        | .003226 |
| 49     | Rumania                         | .003213 |
| 50     | Chile                           | .003107 |
| 51     | Sudán                           | .003076 |
| 52     | Perú                            | .002986 |
| 53     | Emiratos Árabes Unidos          | .002980 |
| 54     | Suecia                          | .002979 |
| 55     | Austria                         | .002572 |
| 56     | Bielorrusia                     | .002557 |
| 57     | Angola                          | .002483 |
| 58     | República Checa                 | .002353 |
| 59     | Eritrea                         | .002256 |
| 60     | Uzbekistán                      | .002157 |
| 61     | Finlandia                       | .002144 |
| 62     | Sri Lanka                       | .002078 |
| 63     | Tanzania                        | .001932 |
| 64     | Portugal                        | .001841 |
| 65     | Kenia                           | .001777 |
| 66     | Libia                           | .001763 |
| 67     | Noruega                         | .001640 |
| 68     | Hungría                         | .001608 |
| 69     | Camboya                         | .001556 |
| 70     | Yemen                           | .001556 |
| 71     | Ecuador                         | .001518 |
| 72     | Dinamarca                       | .001493 |
| 73     | Jordania                        | .001448 |
| 74     | Nepal                           | .001437 |
| 75     | Eslovaquia                      | .001433 |
| 76     | Bulgaria                        | .001422 |
| 77     | Afganistán                      | .001420 |
| 78     | Cuba                            | .001352 |
| 79     | Kuwait                          | .001334 |
| 80     | Uganda                          | .001320 |
| 81     | Azerbaiyán                      | .001279 |
| 82     | Omán                            | .001217 |
| 83     | Costa de Marfil                 | .001173 |
| 84     | Ghana                           | .001109 |
| 85     | Suiza                           | .001083 |
| 86     | Bolivia                         | .001050 |
| 87     | Mozambique                      | .001032 |
| 88     | Zimbabue                        | .000994 |
| 89     | Serbia                          | .000974 |
| 90     | República Dominicana            | .000969 |
| 91     | Camerún                         | .000951 |
| 92     | Catar                           | .000884 |
| 93     | Líbano                          | .000844 |
| 94     | Túnez                           | .000822 |
| 95     | Guatemala                       | .000789 |
| 96     | Nueva Zelanda                   | .000771 |
| 97     | Zambia                          | .000749 |
| 98     | Madagascar                      | .000711 |
| 99     | Senegal                         | .000697 |
| 100    | Turkmenistán                    | .000659 |
| 101    | Burkina Faso                    | .000645 |
| 102    | Irlanda                         | .000635 |
| 103    | Armenia                         | .000614 |
| 104    | Ruanda                          | .000581 |
| 105    | Croacia                         | .000580 |
| 106    | El Salvador                     | .000575 |
| 107    | Chad                            | .000568 |
| 108    | Burundi                         | .000562 |
| 109    | Haití                           | .000542 |
| 110    | Somalia                         | .000531 |
| 111    | Malaui                          | .000527 |
| 112    | Mali                            | .000516 |
| 113    | Níger                           | .000505 |
| 114    | Georgia                         | .000504 |
| 115    | Uruguay                         | .000474 |
| 116    | Laos                            | .000471 |
| 117    | Guinea                          | .000458 |
| 118    | Honduras                        | .000454 |
| 119    | Paraguay                        | .000450 |
| 120    | Lituania                        | .000442 |
| 121    | Luxemburgo}                     | .000428 |
| 122    | Bosnia y Herzegovina            | .000400 |
| 123    | Sierra Leona                    | .000393 |
| 124    | Baréin                          | .000390 |
| 125    | Nicaragua                       | .000388 |
| 126    | Benín                           | .000370 |
| 127    | República del Congo             | .000361 |
| 128    | Kirguistán                      | .000357 |
| 129    | Trinidad y Tobago               | .000354 |
| 130    | Tayikistán                      | .000352 |
| 131    | Eslovenia                       | .000346 |
| 132    | Moldavia                        | .000346 |
| 133    | Letonia                         | .000345 |
| 134    | Togo                            | .000297 |
| 135    | Macedonia del Norte             | .000290 |
| 136    | Albania                         | .000276 |
| 137    | Mauritania                      | .000270 |
| 138    | Estonia                         | .000253 |
| 139    | Mongolia                        | .000249 |
| 140    | Costa Rica                      | .000240 |
| 141    | Papúa Nueva Guinea              | .000237 |
| 142    | Liberia                         | .000223 |
| 143    | República Centroafricana        | .000206 |
| 144    | Chipre                          | .000202 |
| 145    | Panamá                          | .000196 |
| 146    | Jamaica                         | .000192 |
| 147    | Botsuana                        | .000187 |
| 148    | Namibia                         | .000179 |
| 149    | Gabón                           | .000153 |
| 150    | Yibuti                          | .000150 |
| 151    | Brunéi                          | .000145 |
| 152    | Montenegro                      | .000133 |
| 153    | Guinea-Bisáu                    | .000132 |
| 154    | Timor Oriental                  | .000113 |
| 155    | Guinea Ecuatorial               | .000109 |
| 156    | Lesoto                          | .000098 |
| 157    | Fiyi                            | .000081 |
| 158    | Mauricio                        | .000062 |
| 159    | Surinam                         | .000058 |
| 160    | Suazilandia                     | .000057 |
| 161    | Gambia                          | .000051 |
| 162    | Guyana                          | .000049 |
| 163    | Bután                           | .000046 |
| 164    | Bahamas                         | .000044 |
| 165    | Islandia                        | .000043 |
| 166    | Malta                           | .000035 |
| 167    | Maldivas                        | .000029 |
| 168    | Comoras                         | .000024 |
| 169    | Cabo Verde                      | .000022 |
| 170    | Belice                          | .000021 |
| 171    | Barbados                        | .000020 |
| 172    | Islas Salomón                   | .000013 |
| 173    | Santo Tomé y Príncipe           | .000006 |
| 174    | Vanuatu                         | .000006 |
| 175    | Samoa                           | .000005 |
| 176    | Santa Lucía                     | .000005 |
| 177    | Seychelles                      | .000004 |
| 178    | San Marino                      | .000003 |
| 179    | Mónaco                          | .000003 |
| 180    | Antigua y Barbuda               | .000003 |
| 181    | Micronesia                      | .000003 |
| 182    | Granada                         | .000003 |
| 183    | San Vicente y las Granadinas    | .000003 |
| 184    | Tonga                           | .000003 |
| 185    | Andorra                         | .000003 |
| 186    | Kiribati                        | .000002 |
| 187    | Dominica                        | .000002 |
| 188    | Liechtenstein                   | .000002 |
| 189    | San Cristóbal y Nieves          | .000002 |
| 190    | Islas Marshall                  | .000001 |
| 191    | Palaos                          | .000001 |
| 192    | Nauru                           | .000000 |
| 193    | Tuvalu                          | .000000 |